# 織田浄祐
織田 浄祐（おだ じょうゆう）は、室町時代中期の武将。管領・斯波氏の被官で、織田氏庶流の人物。官途名は主計。通称は与三。浄祐は法名であり、名は重治か。重治である場合、「重」の字は斯波義重より偏諱を受けたものである。子に織田与二郎か。

## 略歴
織田氏の初出史料として明徳4年（1393年）6月17日付藤原信昌・藤原将広置文が知られているが、織田名字の初見は『吉田家日次記』応永8年（1401年）3月13日条に現れる「織田与三」である。
与三は織田氏で初めて尾張守護代となった織田常松とは異なり、尾張国に関する活動は行っておらず、斯波氏の許で申次として主に東寺との取り次ぎを行っていたことが「東寺百合文書」から分かる。
また、遠江国原田荘細谷郷（東寺領）、越前国河口荘新郷（興福寺領）の代官としての活動も見られる。甲斐氏とは緊密な関係があったと見られ、原田荘、河口荘における代官職の獲得は甲斐氏の影響下になされたものとされる。
応永13年（1406年）7月26日付「東寺百合文書」等にある署名は、山﨑布美によれば「重治」と読める。
応永17年（1410年）、斯波義将の死去に伴い出家し、以後「主計入道」「浄祐」として現れるようになる。
『建内記』文安4年（1447年）5月28日条には、この頃、京都の甲斐将久邸が斯波家中の反甲斐派によって放火される事件があり、将久は半年以上に渡って浄祐邸に仮寓したとある。このことからも浄祐と甲斐氏との親密な関係がうかがわれる。
『康富記』文安4年（1447年）10月7日条に登場していることから、この時期までの生存は確認される。
『康富記』文安6年（1449年）2月7日条には、「織田主計跡与二郎」との記載があることから、すでにこの時、与二郎へ代替わりしていることが分かる。